# 戸越フォント
戸越フォント（とごしフォント）は和田研フォント派生の日本語フォントである。ゴシック体、等幅ゴシック体、MS Pゴシック互換幅プロポーショナルゴシック体、明朝体がある。ライセンスがフリーではないため、ディストリビューションには含める事ができない。現在は更新が滞っており、開発者であるmshio氏は別のフリーなフォントであるさわらびフォントを作成している。